# Субкови
Субкови (пол. Subkowy, нім. Subkau) — село в Польщі, у гміні Субкови Тчевського повіту Поморського воєводства.
Населення — 2488 осіб (2011).
У 1975-1998 роках село належало до Гданського воєводства.

## Демографія
Демографічна структура станом на 31 березня 2011 року:
|          | Загалом | Допрацездатний вік | Працездатний вік | Постпрацездатний вік |
| -------- | ------- | ------------------ | ---------------- | -------------------- |
| Чоловіки | 1234    | 328                | 824              | 82                   |
| Жінки    | 1254    | 302                | 765              | 187                  |
| Разом    | 2488    | 630                | 1589             | 269                  |